# Anthomyia edwardsi
Anthomyia edwardsi este o specie de muște din genul Anthomyia, familia Anthomyiidae. A fost descrisă pentru prima dată de Malloch în anul 1934. Conform Catalogue of Life specia Anthomyia edwardsi nu are subspecii cunoscute.